# 波希战争

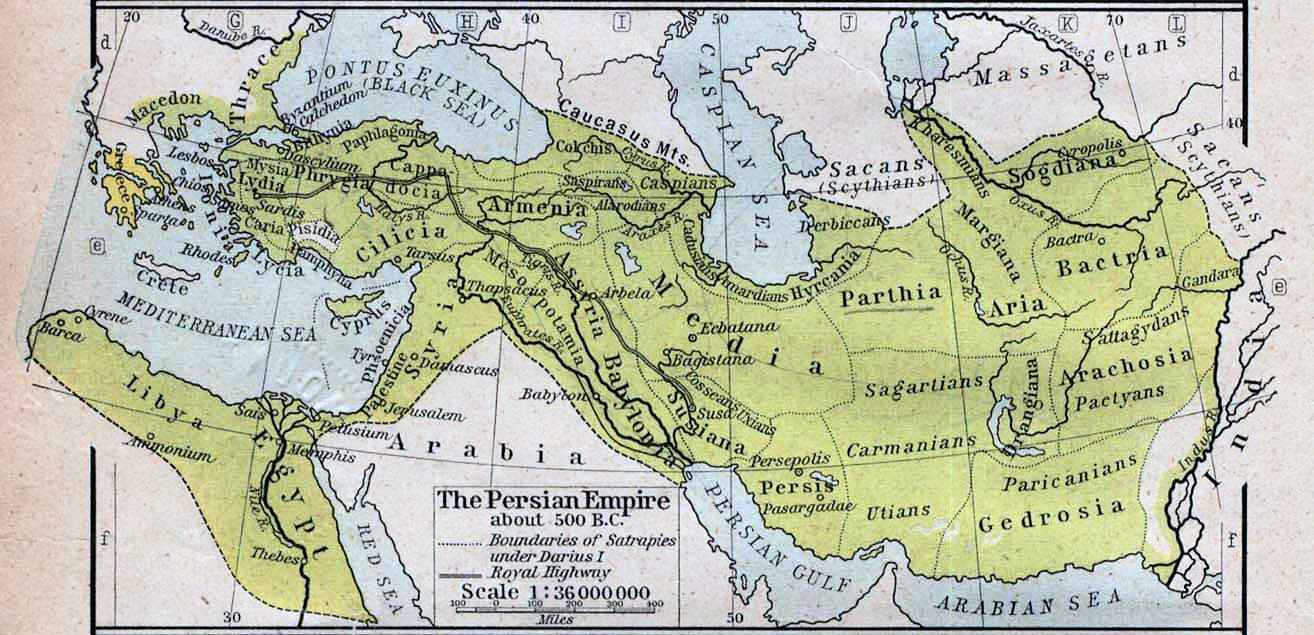
公元前500年，波斯帝國的疆域

波希战争，又称希波战争（英語：Greco-Persian Wars），為公元前499年至前449年，波斯与古希腊城邦之间爆發的一系列冲突。
公元前547年，波斯的居鲁士大帝征服了爱奥尼亚，但此后愛奧尼亞的希腊语城邦一直在寻求独立。波斯人为了便于统治，遂给这些城邦委任了僭主。到了前499年，米利都的僭主阿里斯塔格拉斯在波斯的支持下出海远征纳克索斯岛失败而被解任。阿里斯塔格拉斯趁机鼓动整个小亚细亚的希腊语地区起来反抗波斯的统治，由此拉开了伊奥尼亚起义的序幕。随着叛乱的发展，越来越多的小亚细亚小国被卷入到这场纷争中。雅典和埃雷特里亞则为阿里司塔格拉斯提供军事援助，于前498年协助后者占领并焚毁了波斯的地方首府萨第斯。前497年至前495年之间战况一时陷于胶着，但波斯人随后重组军队进击叛乱的米利都，在拉德海战中彻底击溃了叛军，于前493年将叛乱镇压了下去。
为了确保波斯帝国日后不受叛乱的威胁，同时加大对内陆希腊人的影响，大流士一世决定先发制人征服希腊。他誓言要向雅典和埃雷特里亚报萨第斯被焚的一箭之仇。第一次入侵始于前492年，在波斯将军马铎尼斯指挥下军队攻下了色雷斯和马其顿，却因征途中的小差错而功败垂成。波斯人又于前490年派去了第二支军队，在达提斯和阿塔佛涅斯的指挥下横渡爱琴海，占领了基克拉泽斯，圍困了埃雷特里亞并最终将其毁掉。他们随后挥师雅典，却在马拉松战役被雅典军队打败。波斯人的第一次入侵就此止步，大流士也在前486年死去。
前480年，大流士之子薛西斯一世亲率一支古代历史上首屈一指的大军开始了对希腊的第二次入侵。波斯军队在温泉关战役击败由斯巴达和雅典领导的希腊联军后，曾一度占领了希腊的大部分土地，然而他们的海军却在接下来的萨拉米斯海战中被希腊联合海军击溃。随后希腊人转守为攻，在普拉提亚战役中再次得胜，从而结束了波斯的侵略。
希腊联军乘胜追击，在米卡勒战役中扫除波斯海军残部，并在前479年和前478年分别击溃屯于塞斯托斯和拜占庭的波斯守军。在围困拜占庭期间希腊联军的帕萨尼阿斯将军的所作所为让许多希腊城邦疏远了斯巴达，他们转而接受雅典的领导，形成了提洛同盟并在随后的战斗裡将波斯军队彻底驱逐出欧洲。在前466年的欧里梅敦战役中同盟军终于解放了爱奥尼亚全境。提洛同盟在前460年至454年间插手埃及叛乱时遭受灭顶之灾，被迫停止进军。在前451年他们还派出过一支海军到塞浦路斯却无功而返。此后希波战争的战火逐渐冷却。一些史料表明双方的敌对状态最终在前449年雅典和波斯签署卡里阿斯和约后结束。

## 伊奧尼亞起義

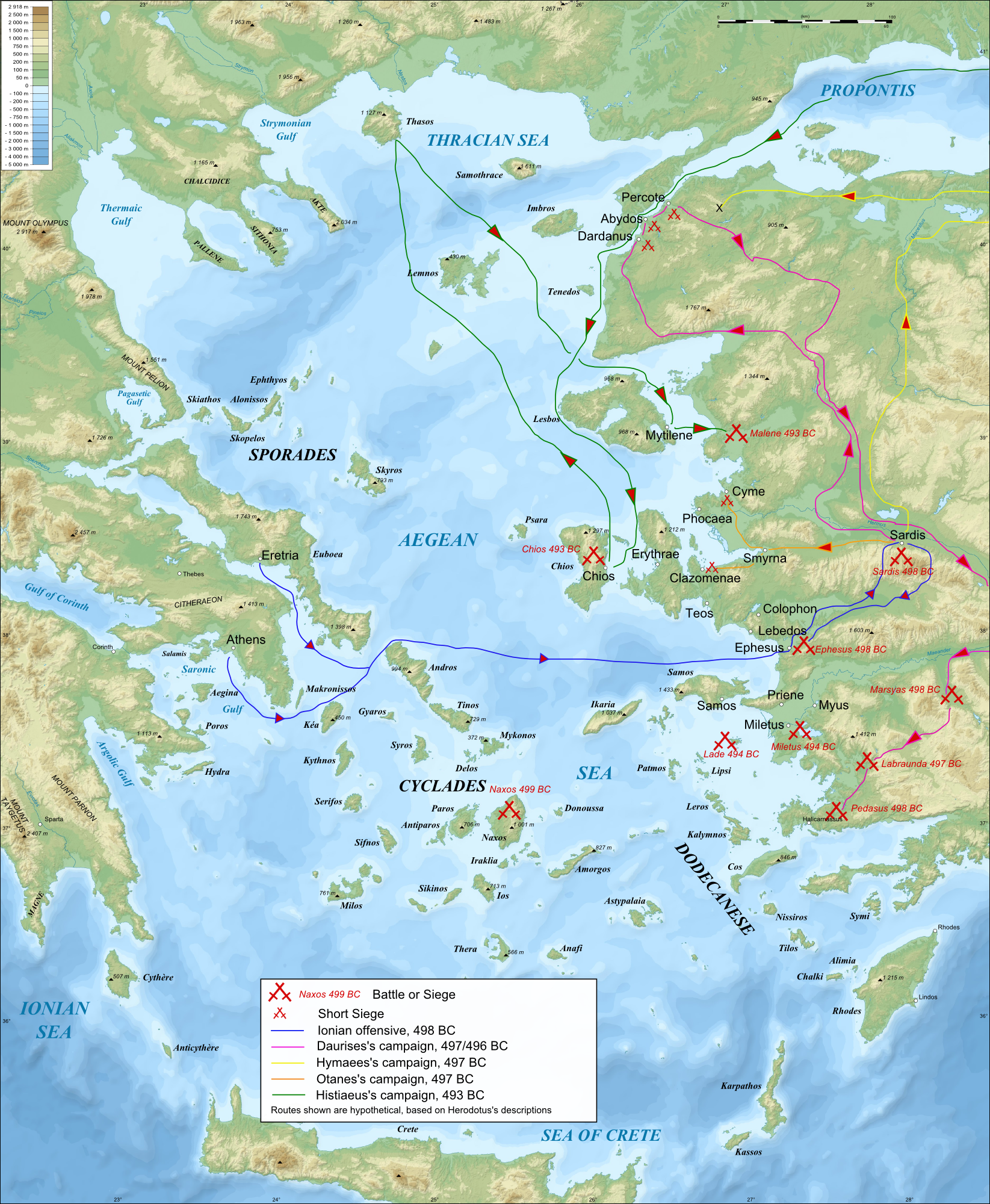
伊奧尼亞起義地图

伊奧尼亞起義牽涉到伊奧利亞（Aeolis）、多利斯（Dorian Hexapolis）、賽普勒斯（Cyprus）、卡里亞（Caria）等位於小亞細亞上的希臘城邦一系列反叛波斯帝國的軍事行動，從西元前499前持續到西元前493年。位於小亞細亞的希臘城邦反叛的主要原因是不滿波斯帝國指派僭主。
由於伊奧尼亞地區的城邦始終有獨立之心，波斯帝國便指派當地人為僭主統治當地，卻直接造成波斯人與希臘人的衝突。在西元前498年，伊奧尼亞地區城邦得到雅典和埃雷特里亞兩個希臘本土城邦的出兵支持，以雅典軍為首，佔領並焚毀波斯帝國位於小亞細亞的首府薩第斯（Sardis）。然而，當希臘聯軍返回伊奧尼亞時被波斯軍隊趕上，並在以弗所戰役（Battle of Ephesus）中被波斯帝國打敗。這場軍事行動由伊奧尼亞的羞辱性攻擊展開，隨後卻又轉攻為守。
在西元前497年，波斯展開報復行動，目標是位於小亞細亞偏遠的叛亂希臘城邦。當起義蔓延到卡里亞時，這意味著大流士精銳步隊也會來到卡里亞鎮壓，隨後，起義軍在佩達蘇斯戰役（Battle of Pedasus）中了波斯的埋伏，全數被殲。這使得伊奧尼亞起義在西元前496年到西元前495年陷入膠著。
到了西元前494年，波斯重整了陸軍和海軍，大軍直撲起義軍的中心米利都而來，伊奧尼亞的艦隊試著從海上保護米利都，卻在拉德海戰（Battle of Lade）大敗於波斯。隨後，薩摩斯島（Samos）倒向了波斯一方，米利都隨即被大流士的軍隊包圍和淪陷，市民淪為奴隸。連續三次的戰敗直接導致起義失敗，卡里亞也投降於波斯。在西元前493年，波斯減少了小亞細亞西海岸的城市數量，因為仍有些城邦在抵抗帝國的統治。
伊奧尼亞起義直接導致了希臘和波斯帝國的衝突，引發了第一次波希戰爭。波斯帝國鎮壓住這次起義反抗運動後，戰火並未就此熄滅。波斯皇帝大流士一世誓言要向雅典和埃雷特里亞報薩第斯被焚及幫助叛軍的一箭之仇，確保帝國日後不受叛亂的威脅，波斯帝國的戰略轉為全面征服希臘，戰爭就由此次起義，持續並擴大為波斯大軍征討希臘諸城邦的波希戰爭。

## 第一次入侵希臘（前492~490年）

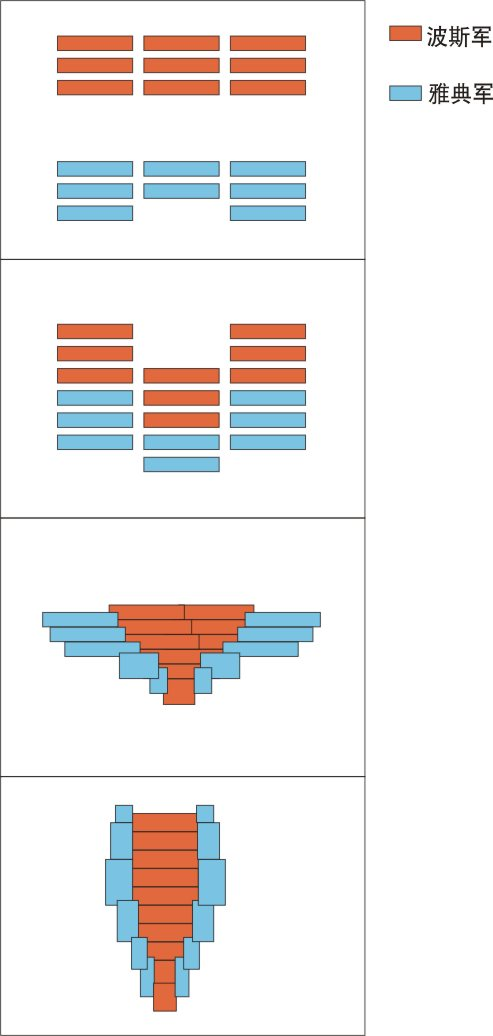
马拉松战役中希腊军与波斯军战斗模拟图

重新控制伊奧尼亞地區後，波斯帝國開始計畫如何消滅希臘對自身威脅的第一步，同時懲罰雅典和埃雷特里亞。這場由伊奧尼亞起義導致的第一次波斯入侵希臘由兩場軍事行動為主。

### 西元前492年：馬鐸尼斯的軍事行動
西元前492年，波斯發動第一場軍事行動，由波斯皇帝大流士一世的女婿馬鐸尼斯（Mardonius）領導。馬鐸尼斯曾征服色雷斯（Thrace），該地在西元前513年正式成為波斯帝國的一部份；馬鐸尼斯也成功迫使馬其頓王國（Macedon）淪為波斯帝國的屬國。然而，馬鐸尼斯的這場軍事行動卻因為波斯艦隊在阿索斯山（Mount Athos）海岸附近遇到風暴失事而受阻，馬鐸尼斯本人也在色雷斯部落紮營時遭遇突襲而受傷，隨後他與剩下的波斯遠征軍回到了西亞。
隔年，在做完詳盡規畫後，大流士一世運用外交攻勢，派出波斯使節到希臘所有城邦招降，並離間希臘諸城邦的關係。所有希臘城邦都投降了，唯獨雅典和斯巴達以處決波斯使節作為回應。雅典始終不降波斯，加入斯巴達一方形同向波斯宣戰，大流士一世在隔年發動了一場更浩大的軍事行動。

### 西元前490年：達提斯與阿塔佛涅斯的軍事行動
西元前490年，達提斯（Daits）和阿塔佛涅斯（Artaphernes）（波斯總督阿塔佛涅斯的同名兒子）得到了兩棲作戰的軍事命令，並從奇里乞亞（Cilicia）出航。波斯艦隊起初抵達羅德島（Rhodes），在《林佐斯神廟編年史》中記載達提斯包圍了林佐斯（Lindos），但未成功。
波斯艦隊隨後行駛到納克索斯島（Naxos），以懲罰納克索斯人在十年前抗拒登陸在此的波斯遠征軍。大部分的居民逃進山裡，被波斯人抓到的居民則淪為奴隸，波斯人燒毀了納克索斯的城市和神廟。波斯艦隊一路往埃雷特里亞前進，一路上將經過的愛琴海島嶼駐軍擊敗，並俘虜為人質。
波斯艦隊登上了尤比亞島（Euboea），直搗其第一個目標埃雷特里亞城邦。埃雷特里亞人完全無法阻止波斯大軍登陸，只能讓城邦被波斯大軍包圍。波斯軍隊在圍困第六天進攻城牆，卻被飛揚的黃土暫時阻擋攻勢；但是到了第七天，兩個具有聲望的埃雷特里亞人竟然背叛城邦，打開城門迎接波斯軍隊。埃雷特里亞於是被徹底摧毀，神廟和神龕都被洗劫和燒毀殆盡。不僅如此，大流士一世還命令將所有剩下的市民貶為奴隸。

#### 馬拉松戰役

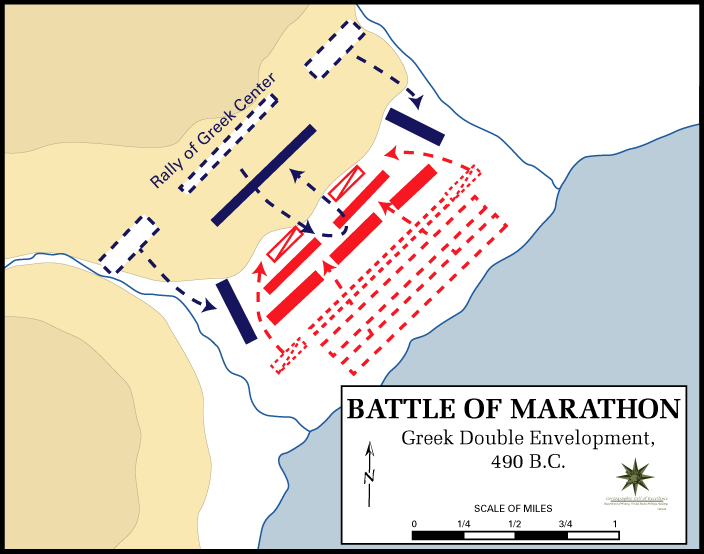

摧毀埃雷特里亞後，波斯艦隊南下到阿提卡（Attica）海岸，在馬拉松海灣登陸，大約距離雅典40公里（25英里）。雅典面對波斯大軍壓境，曾求助於斯巴達，但斯巴達因宗教節日的因素，必須到9月中旬後才能出兵，雅典無奈之下只有孤軍作戰。
小米太亞德（Miltiades）是色雷斯的僭主，對波斯軍隊瞭若指掌，他組編了一萬雅典重裝步兵，前赴波斯軍的著陸地點馬拉松平原，堵住了平原的兩處出口，將精銳安插在兩翼作為防守。雙方對峙了五天後，波斯決定繞道進攻雅典，下令部隊回到艦隊上，對雅典進行海上偷襲。
波斯騎兵回到船上後，平原上戰鬥力和武裝較弱的波斯步兵未及撤退，一萬雅典重裝步兵從山丘衝入平原，在波斯步兵企圖返回艦隊向主力求援時，先發制人擊潰他們。剩下的波斯步兵倉皇逃回艦隊，離開平原。希羅多德紀錄在馬拉松戰役裡，波斯損失6,400名士兵，而雅典只有192名士兵陣亡。
當波斯步兵的生還者啟航之時，雅典軍以最快的速度回到雅典，在波斯將軍阿塔佛涅斯於雅典登陸前進城防守。看到攻城機會已失，阿塔佛涅斯決定結束這一年的軍事行動，班師回朝。小米太亞德於戰後被雅典控「叛國罪」並被囚禁，隨後因無法支付贖金而死於西元前489年。
馬拉松戰役是波希戰爭的分水嶺，這場戰役給希臘人的啟示是他們有可能打敗強大的波斯帝國。它也凸顯了希臘重甲步兵的裝備優越性。
值得一提的是，在馬拉松戰役獲勝後，一位名叫費里皮德斯（Pheilippides）的雅典士兵跑回雅典報捷，但他因為疾速跑了大约40公里，所以在報捷後便倒地身亡，而這亦是馬拉松長跑的來源。在第四届奧運會上馬拉松長跑的標準距離被定為42.195公里。
對波斯帝國而言，馬拉松戰役的失敗並不是重大的打擊，因此仍時刻尋找機會進攻希臘。在十年後，第二次波希戰爭爆發。

## 戰間期（前490~480年）

### 波斯的戰前準備

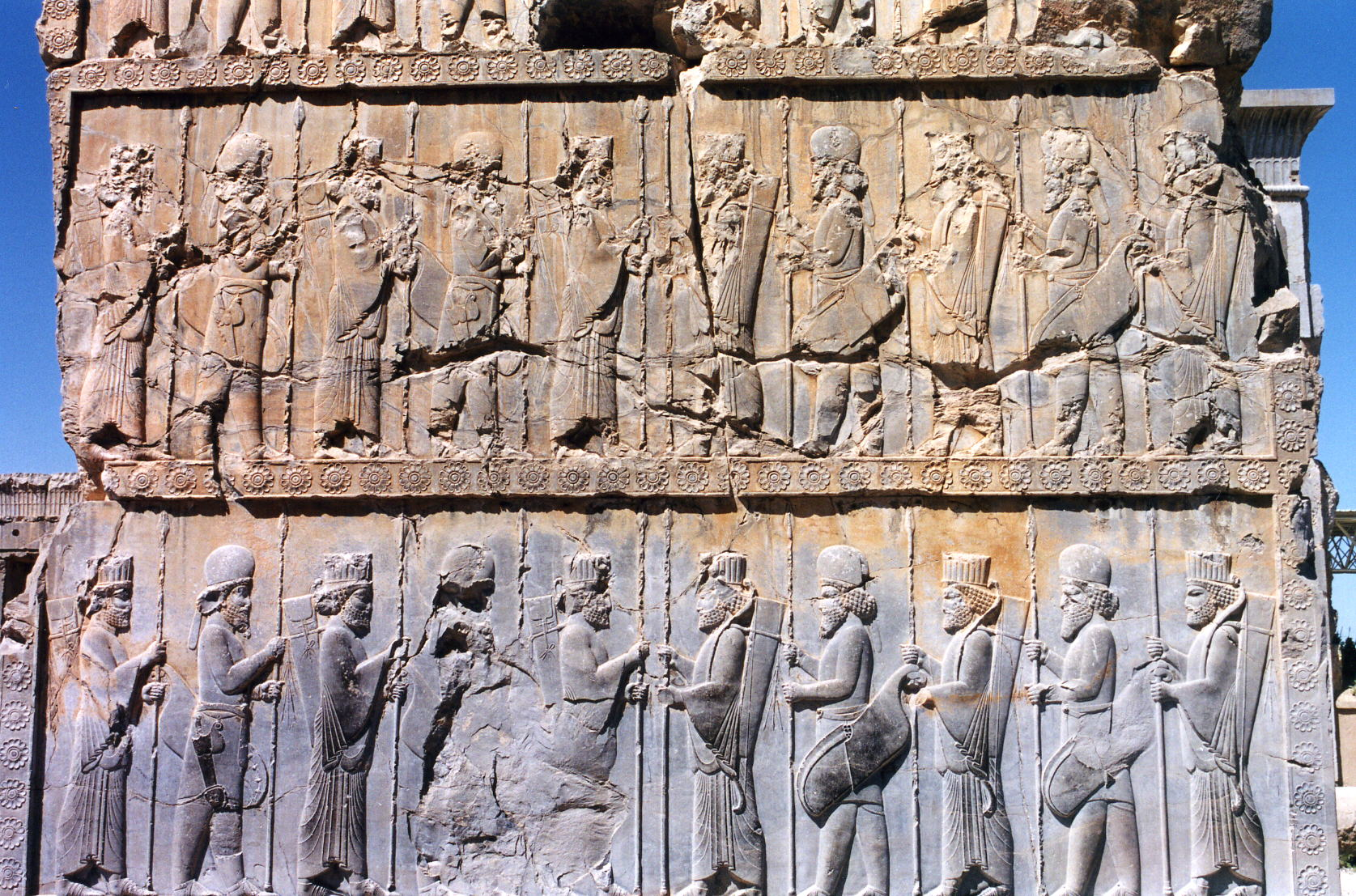
波斯的不死军塑像，波斯波利斯

在第一次入侵行動失敗後，大流士一世決定重新訓練大軍進攻希臘，讓希臘徹底臣服。然而，在西元前486年，埃及屬地發生叛亂，這場叛亂迫使希臘的遠征計畫必須無限延期。大流士一世在準備平叛埃及的途中過世，將波斯皇位傳給他的兒子，薛西斯一世（Xerxes I）。
薛西斯一世很快地平定埃及叛亂，隨後馬上準備再次入侵希臘。由於這是一場全面性的入侵，必須要有長時間的戰前計畫、軍資糧餉的儲備，以及大規模的徵兵。薛西斯一世認為達達尼爾海峽（Hellespont）是讓波斯大軍進入歐洲的路上橋樑，鑑於過去（西元前492前）曾有一條波斯戰艦在此地繞行時沉沒，因此必須在阿索斯山地峽挖運河。波斯對希臘大規模的入侵行動與運河的開鑿無疑是時代壯舉，當時并非任何國家都能有這樣的能力。但是，這場軍事行動又被延後一年，因為波斯治下的埃及和巴比倫尼亞又發生了叛亂。
波斯對一些希臘城邦抱有憐憫之心，包括阿爾戈斯（Argos），其在波斯大軍壓境時，向波斯發誓要脫離希臘；色薩利（Thessaly）的主要貴族阿雷烏阿斯族（Aleuadae），其統治拉里薩（Larissa），也臣服於波斯，以便乘機在當地擴展自身勢力；底比斯（希臘）（Thebes），雖然不是那麼直接「私通波斯」，卻始終猶豫在波斯大軍壓境時是否幫助波斯軍。
在西元前481年，將近四年的準備後，薛西斯一世開始集結軍隊入侵希臘。希羅多德紀錄薛西斯從46個波斯屬國徵兵，組成波斯大軍。同年的夏秋兩季，波斯大軍在小亞細亞集結，帝國東部各省軍在卡帕多奇亞（Cappadocia）的克里塔拉（Critalla）集結，由薛西斯一世親自帶隊到薩蒂斯（Sardis）過冬。隔年早春時，大軍開到阿卑多斯（Abydos），並在這裡與帝國西部各省軍會師。薛西斯一世召集的大軍通過兩座浮橋橫越達達尼爾海峽，向歐洲進發。

#### 波斯大軍的規模
薛西斯一世用來入侵希臘的波斯大軍數量一直頗有爭論，現今大部分學者否決了希羅多德給的250萬的數字，除了過於不切實際以外，從其他古代的勝利方資料顯示，數值往往會誤算或誇大。這個主題一直被高度討論，但現代學界一致認為波斯大軍的數量約在20萬人。
波斯艦隊的數量也是爭論點，儘管沒有像陸軍數量被討論得這麼頻繁。古代歷史學者都同意希羅多德給的數字：1,207艘戰艦。這個數字是古代的標準艦隊數量，因此說約1,200艘戰艦是正確的。現代歷史學者有些接受了這個數字，但有些學者認為波斯艦隊的數量應該再更少一點，是根據薩拉米斯戰役（Battle of Salamis）的資料顯示。還有些近年的學術報告表示1,207艘的波斯艦隊數量僅是一個參考，因為它也將希臘艦隊數量算了進去。在這些報告中，普遍都認為進入愛琴海的波斯艦隊不超過600艘。

### 希臘諸城邦的戰前準備

#### 雅典
西元前489年，在馬拉松戰役後一年，這場戰役的英雄小米太亞德（Miltiades）帶領70艘艦隊的雅典遠征軍，攻打在第一次波希戰爭中支持波斯的希臘城邦，主要目標是攻擊由波斯控制的帕羅斯島（Paros）。然而，這次行動並不成功，小米太亞德的腿因為嚴重受傷而殘廢。行動的失敗引發雅典人的強烈不滿，小米太亞德的政敵──雅典傳統的強大貴族阿爾克馬埃翁家族（Alcmaeonid）──趁勢以行動失敗為由起訴了他，伺機讓小米太亞德下野並從中獲利。
小米太亞德最後被雅典裁定「叛國罪」與死刑，認為小米太亞德「欺騙了雅典人」，然而死刑得以用50塔倫鉅額交付。但由於傷勢過重，小米太亞德在數周後死於獄中，最後由兒子客蒙（Cimon）交錢領回大體。
地米斯托克利（Themistocles），一位得到下層公民支持的雅典政治人物，在小米太亞德死後躍升為雅典最炙手可熱的政治明星，擔任雅典執政官十餘年。在他當政時期，他持續支持雅典擴充海軍，雅典也在這時意識到波斯對希臘的興趣並未減退，且地米托克斯利的海軍政策也被波斯視為最大的潛在威脅。阿里斯提德（Aristides）是地米斯托克利的主要政敵，也是農民階級的支持者，就極力反對地米斯托克利的海軍政策。
在西元前483年，雅典在勞里安（Laurium）發現大量的新銀礦，地米斯托克利提議銀礦應該用來建造新的三列槳座戰船（triremes）艦隊，表面上是為了協助與埃伊納島（Aegina）的長年戰爭，普魯塔克（Plutarch）則認為地米斯托克利是故意迴避波斯的議題，以為波斯對雅典的威脅還太過遙遠，不需要即刻行動。然而，恰恰相反的是，地米斯托克利建造新艦隊正是用來對付波斯。美國歷史學家小約翰·范安特衛普·法恩（John V. A. Fine Jr.）從普魯塔克的建議論斷，大部分的雅典人都認為建造艦隊來抵抗波斯是必須的，因為波斯準備入侵希臘的軍事行動極為明目張膽。
儘管阿里斯提德強烈反對，地米斯托克利的動議輕而易舉就通過了。這場爭辯大約是由於許多貧困的雅典人想要在新的艦隊中擔任有薪的划槳手。
透過古代資料，我們不清楚最初授權建造新艦隊的數量是100或200艘，法恩和英國史學家湯姆‧霍蘭（Tom Holland）都認為最初是建造100艘新戰船，在波斯第二次入侵希臘後，鑒於波斯大軍的規模，雅典才決定擴建到200艘戰船數量。
阿里斯提德持續反對地米斯托克利的政策，兩方陣營在西元前483年冬天劍拔弩張到最高峰，因此西元前482年的貝殼流放變成地米斯托克利和阿里斯提德的直接較量。就湯姆‧霍蘭的敘述，這是人類最早的公民投票，阿里斯提德被公投流放，而地米斯托克利的政策有了公民背書。的確，由於雅典人普遍已經意識到波斯正為將來的入侵大作準備，因此投票要求地米斯托克利建造更多戰船。綜上，在波斯準備入侵希臘的期間，地米斯托克利成為雅典主要的領導人。

#### 斯巴達
斯巴達國王狄馬拉托斯（Demaratus）在西元前491年被削去王職，改由他的表弟萊奧蒂希德斯（Leotychides）接任。在西元前490年前之後，受到羞辱的前國王狄馬拉托斯決定自我流放到波斯，並到了大流士一世於蘇薩（Susa）的法庭。狄馬拉托斯自此之後成為大流士一世與薛西斯一世的希臘事務顧問，甚至在第二次波希戰爭期間伴隨薛西斯一世。
在希羅多德《歷史》第七冊結尾，有一段關於第二次波希戰爭的重要軼事──狄馬拉托斯送了一塊空白的蠟製匾額到斯巴達，當表面的蠟被去除後，在木匾上出現一道刮出來的密訊，是狄馬拉托斯警告故土關於薛西斯一世的陰謀。然而，許多史學家認為這段軼事是被別的作者刻意加寫進文本中的，可能是為了填補第七冊結尾和第八冊開卷之間的時代空白。因此，這段軼事的真實性仍有待考證。

#### 希臘城邦同盟
在西元前481年，薛西斯一世派遣使節到希臘諸城邦，要求食物、土地、水資源，作為對波斯帝國臣服的象徵舉動。然而，薛西斯一世的使節故意略過雅典和斯巴達，希望其他城邦不知道波斯真正心懷的是全面的入侵計畫。反對波斯的城邦因此與雅典和斯巴達結成同盟，諸城邦議會於西元前481年晚秋在科林斯（Corinth）召開，希臘城邦同盟正式形成。
同盟擁有派遣全權公使的權力，在成員國聯合商討後，能夠向成員國要求協助和派遣軍隊到防守點。希羅多德並沒有為這個同盟命名，只是簡單稱呼為「οἱ Ἕλληνες」（希臘人）、「發誓結盟的希臘人」（A. D. Godley譯版）、「結盟在一起的希臘人」（George Rawlinson譯版）。從那時起，希臘城邦同盟就被喚作「希臘城邦同盟」。斯巴達和雅典雖是諸城邦議會的領導角色，但諸城邦在防務政策上都能說得上話且影響決策。
諸城邦議會的內部運作或是會議的討論內容現代所知甚少，在希臘將近700個城邦中，只有70個城邦送出代表。儘管如此，這仍是在各自為政的希臘世界中值得注意的，尤其在當時，諸多城邦之間仍在互相戰爭。

## 第二次入侵希臘（前480~479年）

### 波斯行軍與希臘計畫

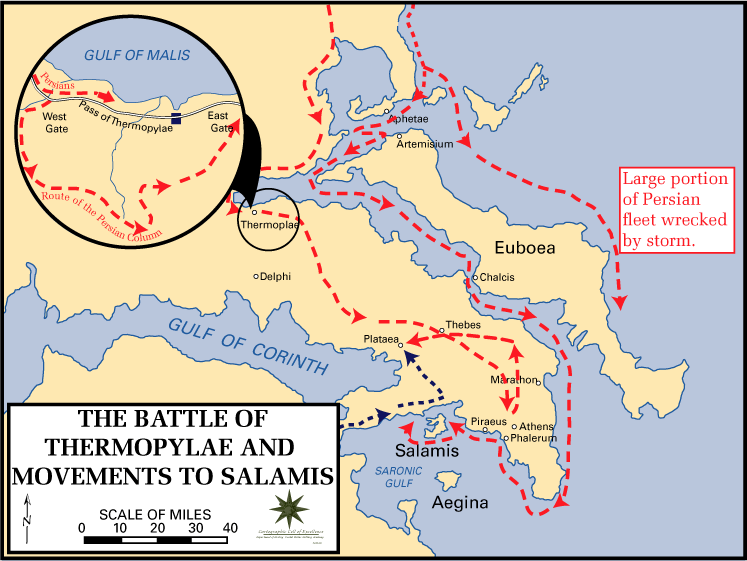

波斯軍隊在西元前480年4月進入歐洲，並開始向希臘進軍，從達達尼爾海峽（Hellenspont）到塞爾馬（Therma）前後花費3個月，沒有得到任何抵抗。軍隊在多里斯庫斯（Doriskos）暫歇，與艦隊會師。薛西斯一世重組了部隊，取代原先以屬國為單位，改以戰略部隊為單位前進。
諸城邦議會在西元前480年春天再次召開，同意在色薩利（Thessaly）邊境狹窄的坦佩谷（Vale of Tempe）防守，阻擋薛西斯一世的前進。然而就在這時，希臘同盟軍被馬其頓王國的亞歷山大一世（Alexander I of Macedon）警告波因為波斯軍隊過於龐大，並不會經過坦佩谷，希臘同盟軍於是撤退。
沒過多久，希臘同盟軍收到薛西斯一世已跨過達達尼爾海峽的消息。此時，地米斯托克利（Themistocles）給出同盟第二個策略：薛西斯一世的大軍要抵達希臘南部維奧蒂亞（Boeotia）、阿提卡（Attica）、和伯羅奔尼撒的路，勢必要經過溫泉關（Thermopylae）關口。溫泉關可以輕易讓希臘裝甲步兵堵住，即使兵數遠遜於波斯大軍。此外，為了防止波斯大軍走水路繞過溫泉關，雅典與同盟海軍可以堵住阿提密西安海峽（Straits of Artemisium）。這個雙向策略被諸城邦議會採納了，但是伯羅奔尼撒諸城採取的是撤退計畫，當雅典婦孺撤退到伯羅奔尼撒的特里真城時（Troezen），伯羅奔尼撒的退守軍必須防守科林斯地狹（Isthmus of Corinth）。

### 溫泉關戰役

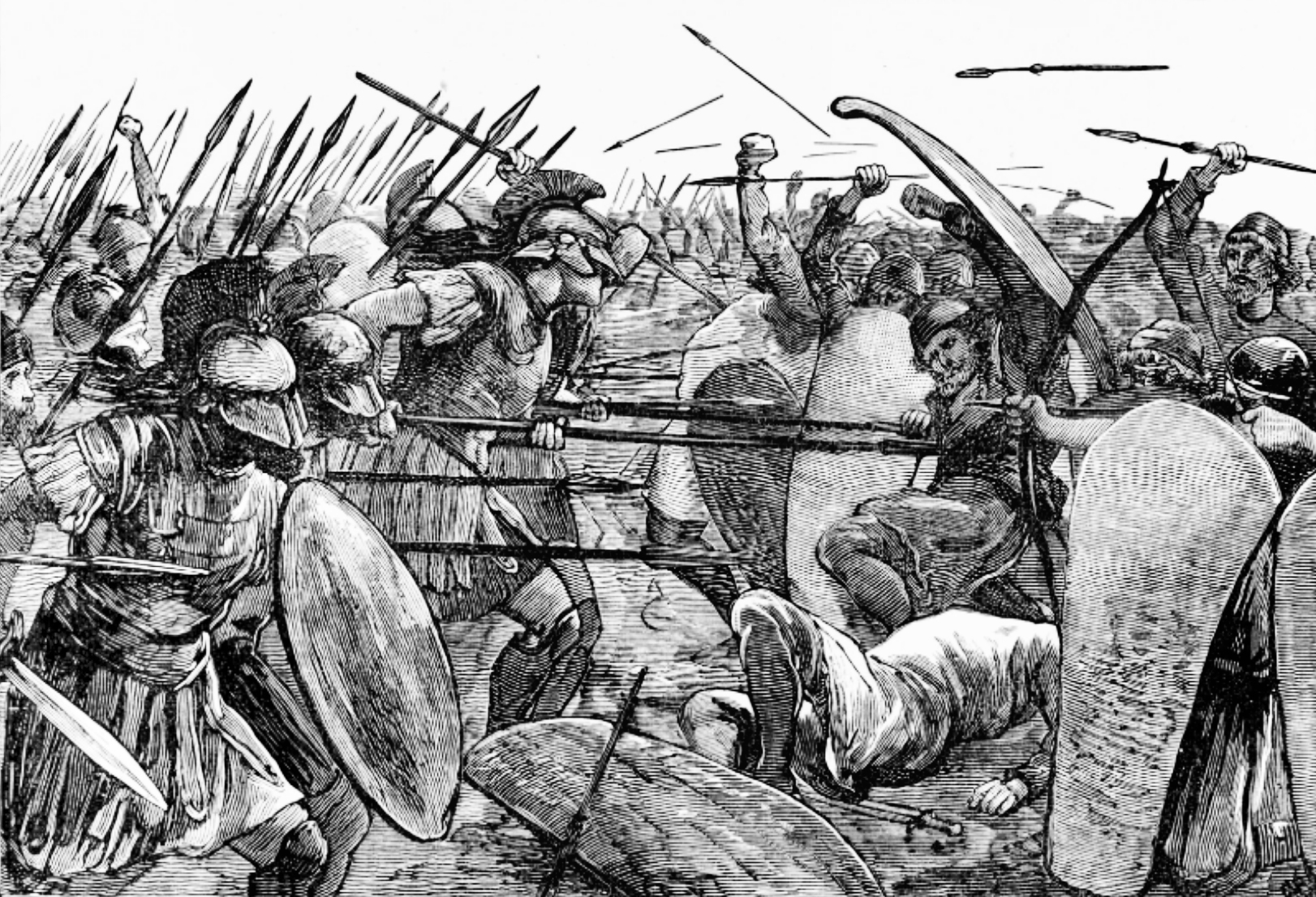
斯巴达人对抗波斯人

薛西斯一世預估抵達溫泉關（Thermopylae）的時間恰好和奧運與卡尼亞節（Carneia）重疊，對斯巴達而言，在這段期間發生戰爭是對諸神的褻瀆，是要受天譴的。儘管是這麼令人不適的時候，斯巴達認為波斯大軍的威脅是對城邦生死攸關之事，因此由國王列奧尼達一世（Leonidas I）與其本國精兵300人（同時也是禁軍）、400名底比斯人（Thebes）和6000名希臘同盟軍前往迎敵。
斯巴達的菁英騎兵向來是從年輕人裡挑選菁英，這次卻換成已經有小孩的退伍將士上陣。列奧尼達一世的決定受到伯倫奔尼撒的城邦代表團支持，除了斯巴達自身的兵力以外，其餘同盟軍是在往溫泉關的路上挑選的。
希臘同盟軍先行佔領關口，重建過去福基斯人（Phocis）在關口最窄處所建的城牆，然後等待薛西斯一世大軍的到來。
當波斯大軍在八月中旬抵達溫泉關時，最初花了三天等待希臘同盟軍的分散，大軍絲毫不得寸進。當薛西斯一世被說服希臘同盟軍打算要爭奪關口時，派出波斯大軍進攻。然而，希臘同盟軍所處的位置恰好非常適合希臘重甲步兵作戰，波斯分隊被迫與希臘重甲步兵的方陣正面迎擊，死傷慘重。希臘同盟軍則整整兩天遭受波斯大軍的攻擊，包括遠近馳名的波斯精兵──不死軍。
根據希羅多德《歷史》一書，就在第二天戰事結束時，希臘同盟軍竟被一個叫厄菲阿爾特（Ephialtes）的當地居民背叛。厄菲阿爾特帶領薛西斯一世的大軍沿著山區小徑，來到同盟軍的後方。希羅多德時常被認為是一個「說書人」，包括亞里斯多德（Aristotle）本人也對其他人這麼評價過希羅多德，儘管這段戰事可能只是為了讓敘述更引人入勝的民間傳說。無論如何，論斷厄菲阿爾特是否真的有干涉戰事的事實與否，現在是幾乎不可能被考證的。
再據希羅多德《歷史》一書，這個關口由近1,000名福基斯人防守，當與波斯大軍迎面對抗時，福基斯人卻逃跑了。希臘同盟軍的探子回報列奧尼達一世，盟軍正被波斯大軍側翼包抄，列奧尼達一世於是下令同盟軍撤退，親自率領300名斯巴達精兵與其他近2,000名士兵於後方志願留下墊後。在最後一天的戰鬥中，留下的盟軍從岸口的城牆出帆，與波斯大軍在較為開闊之處展開決戰，能多殺波斯軍一人是一人。在經過一番激烈廝殺後，墊後的志願軍全軍覆滅，但其英勇的事蹟卻留傳後世，為後人所景仰。

### 阿提密西安海戰
溫泉關戰役同時，希臘同盟海軍的271艘新式三列槳座戰船在阿提密西安海峽（Straits of Artemisium）抵禦波斯大軍，因此保護了從溫泉關撤退的同盟軍。
在阿提密西安海峽，同盟海軍拖住波斯大軍整整三天，但就在第三天晚上，同盟海軍得知了列奧尼達一世與其餘盟軍在溫泉關慘烈陣亡的消息，這時同盟海軍的戰艦也因戰爭嚴重受損，且已經不再需要保護從溫泉關撤退的同盟軍，同盟海軍於是從阿提密西安海峽撤退到薩拉米斯島（Salamis）。

### 空城計
溫泉關一役的勝利意味著整個維奧蒂亞（Boeotia）都落入薛西斯一世的手中，阿提卡（Attica）門戶洞開，只能坐等侵略。斯巴達國王及其士兵的犧牲為雅典軍主帥地米斯托克利（Themistocles）贏得了寶貴的時間，在同盟海軍的協助下，留在雅典的人全部撤退到薩拉米斯島（Salamis）。
伯羅奔尼撒的守軍著手準備跨越科林斯地峽（Isthmus of Corinth）的防線。守軍建造城牆，拆除墨伽拉（Megara）通往希臘南部的道路，等同於拱手放棄雅典城給波斯大軍。波斯抵達雅典時，發現這裡只剩一座空城，但仍有小部分的雅典人不願離開，躲在衛城裡，被波斯大軍擊潰後，薛西斯一世只能下令燒毀雅典。
波斯大軍現在已控制希臘大部分地區，但是薛西斯一世也許未曾想過會受到如此羞辱，他的最佳盤算是速戰速決，如果能夠摧毀希臘同盟海軍，便能強勢要求盟軍投降。相反地，希臘盟軍竟然逃過一劫，或許也是地米斯托克利所希望的，透過摧毀波斯戰艦，希臘同盟軍能夠躲過被迫投降的劫難。

### 薩拉米斯海戰

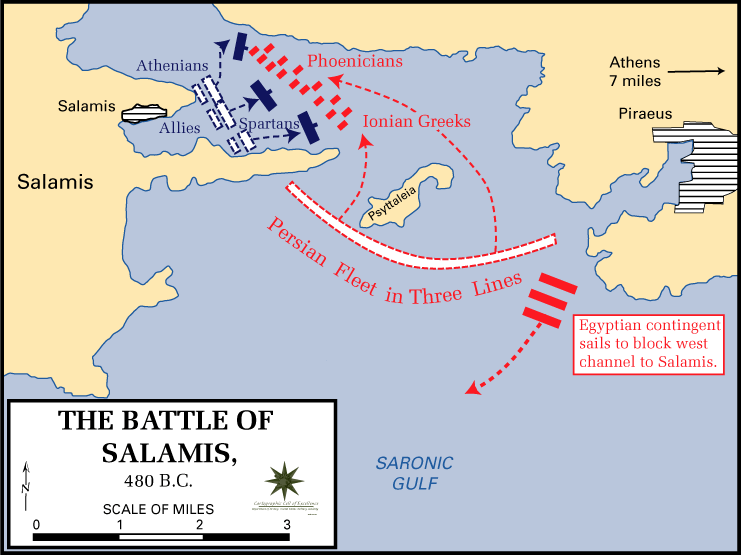

即使雅典陷落，波斯大軍逼近，希臘同盟海軍300艘戰艦仍在薩拉米斯島（Salamis）海岸留到9月，並派人假裝逃兵，向薛西斯一世（Xerxes I）謊報盟軍內訌，應即時出兵，試圖引誘波斯先行開戰。許是薛西斯一世真的上了地米斯托克利（Themistocles）的當，薛西斯一世下令波斯全部600多艘巨型戰艦駛進狹窄的薩拉米斯海灣。
數量眾多的波斯巨型艦隊不再是作戰優勢，波斯艦隊不能自由行駛，逐漸變得毫無組織。抓到這樣的機會，同盟海軍展開攻擊，以船頭的撞角來撞擊波斯艦支的側面，結果波斯艦隊亂成一團，為同盟海軍大敗。同盟海軍取得了第二次波希戰爭的決定性勝利，擊沉或擄獲了至少200艘波斯戰艦，也確保了伯羅奔尼撒（Peloponnessus）的安全。最後，波斯大軍只能撤退。
根據希羅多德所說，薩拉米斯海戰的損失讓薛西斯一世嘗試建造跨越薩拉米斯海峽（Strait of Salamis）的堤道來攻擊撤退到島上的雅典人，但是這項計畫迅速被放棄，因為波斯海軍的優越性不再了，薛西斯一世害怕希臘同盟海軍會駛到達達尼爾海峽（Hellespont）摧毀浮橋，讓波斯大軍無法班師回朝。
波斯將軍馬鐸尼斯（Mardonius）則自願留在希臘，精挑細選出一批五萬人的部隊，以完成這次的入侵計畫，而薛西斯一世則與大批波斯軍隊撤退回亞洲。馬鐸尼斯在維奧蒂亞（Boeotia）和色薩利（Thessaly）度過了冬天，因此雅典人得以在冬天時回到了他們被焚毀的家園。

### 普拉提亞戰役
冬天過去後，希臘同盟軍出現了內鬨，尤其是雅典人，因為不再被地峽保護，然而雅典的艦隊卻是保護伯羅奔尼撒（Peloponnesus）安全的關鍵而滯留該地，因此感到不平，並在西元前479年春天拒絕加入希臘同盟海軍。
留在色薩利（Thessaly）的馬鐸尼斯（Mardonius），得知攻擊地狹是沒有意義的，因為希臘盟軍拒絕向伯倫奔尼撒以外派遣任何軍隊，馬鐸尼斯為了打破僵局，向雅典人提出了和平協議，利用馬其頓國王亞歷山大一世（Alexander I of Macedon）當作中間人以取信雅典。雅典確認在場有名斯巴達代表聽見了雅典拒絕了波斯帝國的提議後，再次棄城，因此波斯得以向南進軍，重新佔領雅典。
馬鐸尼斯對撤守到薩拉米斯島（Salamis）上的雅典難民再次提出和平協議，雅典以及墨伽拉（Megara）、普拉提亞（Plataea）派了密使到斯巴達尋求協助，並且威脅斯巴達若袖手旁觀，就要接受波斯帝國的和平條件。作為回應，斯巴達從伯羅奔尼撒各城邦召集了一支龐大的3萬軍隊迎擊波斯軍。
當馬鐸尼斯得知希臘盟軍已集結行軍後，撤退到維奧蒂亞（Boeotia），靠近普拉提亞，試著要將希臘盟軍引入空曠的地帶，這樣就能使用波斯的精銳騎兵。希臘盟軍則在斯巴達國王帕薩尼亞斯（Pausanias）的命令下，留在普拉提亞高地保護自己，不上波斯的當。
經過幾天的僵局後，帕薩尼亞斯下令盟軍於夜晚撤退。這個軍令是有誤的，讓雅典軍、斯巴達軍和特基亞軍（Tegean）分散在不同山丘，而其他的分隊則零星散落在普拉提亞附近。
錯過這次，波斯軍便永遠沒有更好的機會能攻下希臘盟軍了。馬鐸尼斯於是命令所有5萬波斯軍進攻，然而，波斯軍的裝備完全不是希臘重甲步兵的對手，斯巴達軍突破了馬鐸尼斯的衛軍防線，並殺了他。群龍無首的波斯軍四處潰散，有4萬步兵設法逃回色薩利，但剩下的波斯軍逃回波斯大營，在那裡卻被希臘盟軍困住，並且殲滅殆盡。至此，希臘獲勝。

### 米卡勒戰役
希羅多德敘述道，在普拉提亞戰役當日中午，關於同盟軍戰勝的傳言傳到同盟海軍營帳，此時同盟海軍才從伊奧尼亞（Ionia）的米卡勒山（Mount Mycale）海岸出發。同盟海軍士氣大振，乘勝追擊，在米卡勒戰役（Battle of Mycale）掃蕩波斯海軍殘部，拔除了薛西斯一世（Xerxes I）的海上霸權，此後希臘海軍成為地中海新的海上霸主。
同時，現代許多史學家懷疑米卡勒戰役是否真的與普拉提亞戰役發生在同一天，因為米卡勒戰役僅僅會在整個希臘收到普拉堤亞的戰勝消息後，盟軍才有可能展開這場對波斯的最後戰役。

## 希臘反擊（西元前479~478年）

### 米卡勒與伊奧尼亞
米卡勒（Mycale）是波希戰爭的新扉頁，希臘人得以全面羞辱性地反擊波斯帝國之始。戰役的勝利導致小亞細亞伊奧尼亞地區的希臘城邦的二次反叛，薩摩斯島（Samos）與米利都（Miletus）積極在米卡勒對抗波斯帝國，高調宣傳他們的獨立宣言，希臘城邦紛紛加入這次起義。

### 塞斯托斯
在解放米卡勒後，希臘同盟海軍駛近達達尼爾海峽（Hellespont）準備毀壞浮橋以阻擋波斯再次進入歐洲，但是發現浮橋已經被毀。伯羅奔尼撒聯軍航行回希臘，但雅典艦隊則留在小亞細亞攻擊波斯帝國仍控制的赫爾松涅斯（Chersonesos），波斯守軍則和其聯軍留在塞斯托斯（Sestos）──該地區最強大的城市。
塞斯托斯的波斯長官阿特克底斯（Artayctes）尚未準備隨之迎來的圍城，因為他不相信希臘同盟軍能夠攻擊塞斯托斯，雅典軍因而能夠包圍這座城市。圍城一圍就是數月，使雅典一些部隊不滿，但最後當塞斯多斯城裡的食物被吃光後，波斯守軍連夜棄城逃跑，雅典軍於是在隔日拿下塞斯托斯。
雅典軍追擊逃跑的波斯守軍，最終抓獲阿特克底斯，殺了一些跟隨他的波斯守軍，但大部分皆以俘虜方式帶走這批波斯軍，包括阿特克底斯。在伊萊厄斯（Elaeus）──一座當阿特克底斯在赫爾松涅斯做總督時長官時，被無情搶劫的城市──市民的要求下，阿特克底斯被釘在十字架上處死。雅典軍順利解放該區，然後返航。

### 賽普勒斯
西元前478年，在希臘城邦同盟的要求下，盟軍派出一條由20艘伯羅奔尼撒和30艘雅典所組成的艦隊，前去支持在斯巴達國王帕薩尼亞斯（Pausanias）領導下的艦隊，該艦隊的確切兵力不明。根據修昔底德（Thucydides）所言，這條艦隊是要前往賽普勒斯（Cyprus），攻擊並鎮壓全島。究竟為何修昔底德會出此言仍舊不確定，加州大學柏克萊分校歷史系教授Raphael Sealey認為希臘同盟軍此舉是為了突擊和掠奪波斯駐軍於島上要塞的寶物，並沒有證據表示希臘同盟軍想要佔領賽普勒斯。且，沒過多久，盟軍艦隊就行駛到拜占庭（Byzantium）。
可以確定的是，提洛同盟多次對賽普勒斯展開軍事行動能夠證明該島在西元前478年時並不由希臘同盟軍駐防，或是他們原在此地駐防，卻很快被趕走。

### 拜占庭
希臘艦隊行駛到拜占庭（Byzantium），並包圍和占領該城（拜占庭在西元前513年被波斯君主大流士一世佔領）。同時擁有塞斯托斯和拜占庭後，希臘同盟軍等同掌控了在來往歐亞兩大洲之間海峽，而這一帶先前一直由波斯帝國控制，也得以使希臘到黑海地區經商。
圍城之後的行動證明斯巴達國王帕薩尼亞斯（Pausanias）是個麻煩的存在，歷史上究竟發生什麼事仍舊不清楚，但修昔底德給了一些線索，帕薩尼亞斯傲慢和武斷的各種行為和軍令（修昔底德原話是「暴力」），並設法遠離許多盟軍代表團，尤其是那些剛從波斯帝國解放的希臘城邦。伊奧尼亞人和其餘希臘城邦要求雅典擔任未來行動的領導者，而雅典也同意了。
消息傳回斯巴達，帕薩尼亞斯被召回，被控私通敵軍的罪名。儘管帕薩尼亞斯最後被宣判無罪，他的名聲卻從此敗壞，並再也沒有回到領導人的位置。
西元前477年，帕薩尼亞斯以一名普通公民的身分回到拜占庭，直到他被雅典驅逐出境。帕薩尼亞斯翻越博斯普拉斯海峽（Bosporus），定居在特羅德（Troad）地區的科羅納基（Kolonai），直到他再次被控私通波斯，並且被斯巴達召回審判，而帕薩尼亞斯則在審判期間絕食身亡。這個時間段尚不清楚，但帕薩尼亞斯至少在拜占庭待到西元前470年。
同時，斯巴達派遣多基斯（Dorkis）和一小批軍隊抵達拜占庭，準備接替帕薩尼亞斯留下的殘局。然而，在多基斯抵達拜占庭後，卻發現同盟軍不再接受斯巴達的領導，只能灰頭土臉地回家。

## 提洛同盟戰爭（西元前477~449年）

### 提洛同盟
拜占庭之後，斯巴達極力想擺脫對戰爭的涉入，從斯巴達的角度而言，解放了希臘本土和小亞細亞的希臘城邦，波希戰爭的目的就達到了，也有可能是因為替位於亞洲小亞細亞的希臘人提供長期保護是不可能的。
在米卡勒戰役之後，斯巴達國王萊奧蒂希德斯（Leotychides）曾提議將小亞細亞所有的希臘人全部遷回歐洲，這才是讓希臘人從波斯統治解放的一勞永逸之策，時位於米卡勒的雅典將軍科桑西普斯（Xanthippus）憤怒地拒絕這個提議，認為伊奧尼亞城邦是來自雅典的殖民城邦，就算沒有其他人願意，雅典也會保護伊奧尼亞人，這標示著希臘同盟軍的領導位置落到了雅典手中。在斯巴達撤出拜占庭後，雅典的領導地位變得極為明確。
抵禦薛西斯一世侵略的鬆散同盟主要是由伯羅奔尼撒聯盟和斯巴達組織起來，隨著伯羅奔尼撒的退出，新的議會在神聖的提洛島（Delos）上召開，議會決定組織新的軍事同盟以繼續對抗波斯帝國。這個新同盟，現在有了大部分愛琴海城邦的參與，正式命名為「雅典第一同盟」，俗稱提洛同盟（Delain League）。根據修昔底德所言，聯盟的主要目的是「為被掠奪的土地與被欺負的同胞復仇」。這個目標共有三個面向，一是準備未來的侵略，二是對波斯的復仇，三是瓜分戰利品的方法。成員國可以選擇是要提供盟軍軍備物資，抑或賦稅給盟軍作為軍費之用。大部分的城邦選擇賦稅。

### 對波斯的軍事行動
在西元前470年代，在雅典政治家客蒙（Cimon）的領導下，提洛同盟向波斯控制的色雷斯（Thrace）和愛琴海區域發動攻擊，攻破波斯帝國於該區域的駐防，在西元前470~465年期間，客蒙對波斯帝國的小亞細亞領土展開軍事行動，尋求擴大希臘的影響。在位於龐非利亞（Pamphylia）的歐里梅敦戰役（Battle of the Eurymedon）中，雅典和盟軍艦隊獲得令人震驚的雙重勝利，摧毀了一條波斯艦隊和準備登陸的波斯海軍，成功分散了波斯軍隊。這場戰役之後，波斯在兩國的衝突當中採取絕對被動的角色，不希望再有發生戰爭的可能。
在西元前460年代末，雅典做了一個野心勃勃的決定，支持在波斯帝國治下的埃及叛亂，儘管希臘盟軍在最初取得成功並花了長達三年的圍城，他們也無法攻破波斯於孟斐斯（Memphis）的駐防。波斯帝國接著反擊，而雅典軍在被波斯殲滅前，反被包圍18個月。這場災難的戰火也被帶回希臘本土，希臘諸城邦都勸阻雅典不要再與波斯帝國發生衝突。
然而在西元前451年，諸城邦一致通過停戰協議，執政官客蒙因而帶著遠征軍抵達賽普勒斯，但客蒙卻在包圍基提翁（Kition）的時候去世，雅典軍決定放棄停戰協議，在另一場薩拉米斯於賽普勒斯戰役（Battle of Salamis-in-Cyprus）中大獲全勝，象徵著提洛同盟和波斯帝國的對峙結束，也意味著波希戰爭就此畫上休止符。

## 與波斯帝國的和平
在薩拉米斯於賽普勒斯戰役後，修昔底德不再提到希臘與波斯有任何衝突，僅單單指出提洛同盟班師回朝。西西里的狄奧多羅斯（Diodorus）卻聲稱在這場戰役之後，波希雙方簽下了一紙和平協議──卡阿斯和约。狄奧多羅斯大約是跟循埃福羅斯（Ephorus）做出的歷史論斷，而據推測，埃福羅斯的論斷又是來自於他的老師伊索克拉底（Isocrates）的影響，伊索克拉底是迄今為止最早認為波希戰爭以和平協議畫上休止的學者。
在西元前380年，甚至在整個西元前4世紀，有沒有和平協議是極具爭議性的。兩位當時代的作家，卡利斯提尼（Callisthenes）和塞奧彭普斯（Theopompus）皆否決了有和平協議的說法。
極有可能的是，雅典嘗試和波斯帝國談判，普魯塔克（Plutarch）認為談判是發生在歐里梅敦戰役之後，波斯皇帝阿爾塔薛西斯一世（Artaxerxes I）同意與希臘人簽訂和平協議，甚至讓卡里阿斯（Callias）作為雅典使節加入談判。然而，普魯塔克承認卡利斯提尼的說法，否定了在當時（西元前466年）有和平協議的存在。
希羅多德也指出，當時，確實有一個雅典使節團是由卡里阿斯領導，被命令前往蘇薩（Susa）和阿爾塔薛西斯一世談判。使節團包含了一些阿爾戈斯（Argos）代表，可以從西元前461年以前雅典和阿爾戈斯的結盟推論出。這個使節團可能嘗試要簽訂一些和平條款，且被事前警告，若與波斯帝國的和談破裂，將會導致雅典決定對埃及叛亂的支持。從古代資料來看，不論波希兩國有沒有簽下官方承認的和平協議，都會對外宣稱簽訂和約。
現代史學家的看法也呈現分歧，比如美國歷史學家小約翰·范安特衛普·法恩（John V. A. Fine Jr.）就接受卡里阿斯和約（Peace of Callias）的說法，然而加州大學柏克萊分校歷史系教授Raphael Sealey否定和約存在，英國史學家湯姆‧霍蘭（Tom Holland）則認為兩國應該有一些和解，卻沒有白紙黑字的和約。綜上，現代史學家對於和約的存在性並未有一致看法。
古代史料關於雙方協定的是相當客觀的：
1. 所有位於亞洲的希臘城邦都被允許生活在希臘的法律治下，或容許自治。
2. 波斯總督與軍隊不會踏上哈里斯河（Halys River）西岸（伊索克拉底說法），或是騎馬一天抵達愛琴海的距離（卡利斯提尼說法），或是步行三天抵達愛琴海的距離（埃福羅斯和西西里的狄奧多羅斯說法）。
3. 沒有波斯戰艦會航行到瑟里斯（Phaselis）（位於小亞細亞南境海岸線），也不得航行到堅愛（Cyanaean）岩石的西側（約位於博斯普拉斯海峽東端點（Bosporus），小亞細亞的北岸）。
4. 如果上述條款被波斯皇帝和他的將軍們遵守，雅典人便不得進入波斯統治的土地。

從波斯帝國的觀點來看，這些協議並沒有最初想的那麼具有羞辱性，在伊奧尼亞起義之後，總督阿塔佛涅斯（Artaphernes）重新整頓了小亞細亞的希臘城邦，允許市民以希臘本土的法律生活。
通過這些協議來看，伊奧尼亞地區仍是波斯帝國的臣民。此外，雅典也在歐里梅敦戰役和薩拉米斯於賽普勒斯戰役中確立他們的海上霸權，因此任何法律上的限制對波斯海軍來說，都只是透過法律來承認雙方軍隊實力的狀況。在承諾波斯帝國的大軍不能再踏入希臘本土分毫後，波斯皇帝阿爾塔薛西斯一世也從雅典的交換條件中，確保了希臘盟軍將會從此遠離他的帝國。

## 後續與衝突
隨著與波斯帝國的衝突結束，提洛同盟演變為雅典帝國是不可避免的。追隨雅典的盟軍並沒有從賦稅或提供軍事物資的義務中解脫，儘管提洛同盟已與波斯停止敵對狀態。
在希臘，因雅典與斯巴達陣營敵對，第一次伯羅奔尼撒戰爭（First Peloponnesian War）爆發，約從西元前460年接續與波斯帝國的停戰之後，戰事一直持續到西元前445年，雙方達成停戰30年的協議。然而，斯巴達和雅典之間的仇恨卻不斷上升，僅僅在14年之後，第二次伯羅奔尼撒戰爭便爆發，這場毀滅性的衝突前後拖了27年，以雅典權力被徹底摧毀收場，也肢解了雅典帝國，建立了斯巴達對希臘的霸權。然而，戰爭帶來的不只是讓雅典遭受滅頂之災，整個希臘世界的實力都被大幅削弱。希臘城邦長年的交戰，以及內部叛亂帶來的麻煩，阻礙了為希臘世界奮鬥的能力。
在西元前449年之後，波斯皇帝阿爾塔薛西斯一世（Artaxerxes I）與他的繼承人對希臘採取了分化策略。不直接出兵攻打希臘城邦，波斯帝國嘗試扶植雅典反抗斯巴達，定期賄賂雅典政客以達到波斯的目的。透過分化策略，波斯確保希臘會持續因為內部衝突而分心，就無法將注意力放在波斯上。兩國並沒有檯面上的衝突，直到西元前396年斯巴達國王阿格西萊二世（Agesilaus II）短暫入侵小亞細亞。普魯塔克（Plutarch）指出，希臘忙於內部鬥爭，忽略整體實力的衰弱，也忽略要維持實力打擊「野蠻人」。
提洛同盟不將戰事著眼於平衡希臘和波斯帝國的實力，而是著眼於爭奪希臘世界的霸權，因此希臘在接下來的半世紀裡互相殘殺，導致波斯帝國在這段期間重建了與希臘之間的實力平衡。
波斯帝國在西元前411年加入伯羅奔尼撒戰爭，與斯巴達建立共同防禦條約，並將波斯與伯羅奔尼薩聯盟的海軍資源結合，共同對抗雅典，以波斯完全控制伊奧尼亞地區、希臘勢力完全撤出作為交換條件。在西元前404年，小居魯士為了爭奪波斯皇位，從希臘世界徵募了13,000名希臘僱傭兵，斯巴達也派遣700名到800名士兵，相信波斯帝國會遵守共同防禦條約的協定，卻沒有察覺小居魯士的真正野心。
小居魯士奪位之敗後，波斯帝國嘗試要重新控制伊奧尼亞的希臘城邦，卻遭遇抵抗。伊奧尼亞拒絕臣服，並向斯巴達求援，而斯巴達在西元前396~395年也出兵增援伊奧尼亞。雅典此時卻與波斯帝國戰在一線，這引發了另一場希臘內部大規模的衝突，科林斯戰爭。
在西元前387年，斯巴達求助波斯以鞏固其在希臘的地位，這就是所謂《大王和約》（King's Peace），也稱作《安塔爾基達斯和約》（Peace of Antalcidas），為戰事帶來句點。波斯皇帝阿爾塔薛西斯二世（Artaxerxes II）命令斯巴達完全割讓並歸還小亞細亞的城邦，同時，波斯還威脅倘若有任何希臘城邦不願意接受和平協議，波斯帝國便會對其發動戰爭。
這個極具羞辱性的協議，徹底毀滅了希臘在前一世紀做出的努力。透過犧牲小亞細亞的希臘城邦，如此一來，斯巴達就能繼續維持在希臘世界的霸權。就在《大王和約》簽訂後，希臘演說家開始提及《卡里阿斯和約》，不論它是否真實存在，因為前一世紀戰勝波斯帝國的《卡里阿斯和約》與極具羞辱性的《大王和約》呈現明顯對比。《卡里阿斯和約》是「希臘美好的舊年代」，一段讓愛琴海的希臘人緬懷提洛同盟解放被波斯統治的希臘城邦的光榮過往。

## 影響

### 西方中心史觀
希臘在波希戰爭裡取勝，使得西方世界的歷史中心由兩河流域向地中海地區推移，希臘文明得以保存並發揚光大，成為日後西方文明的基礎。此后，世界文明发展的格局逐渐形成东西方并立共存之势，一直延续至今。

### 希臘
希臘戰勝亦確保了希臘諸城邦的獨立及安全，使得希臘繼續稱霸東地中海，雅典更在波希戰爭後進入黃金時期，並爲經濟、政治、社會和文化的進一步發展創造了條件。戰爭進程和結局對雅典城邦制度的發展和雅典的對外擴張影響尤深，促進了雅典民主政治制度和奴隸制的發展。

### 波斯
波斯在這場戰爭裡戰敗，使其對外擴張的氣焰一度受挫，並逐漸走向內亂和衰落。

### 海權的勝利
希臘作為海權的代表和波斯作為傳統陸權的代表，希臘的勝出為日後成為首個以海權稱霸的帝國。之後崛起的帝國多作為海權的基礎。

## 參看條目
- 泥土與清水
- 希腊历史
- 战争列表

### 延伸阅读
- 罗马人的故事（二）- 波斯戰爭 （页面存档备份，存于）
- M.-C Amouretti et F. Ruze, Le Monde grec antique, Hachette-Université, 1978年 （法文）;
- E. Glatre, Salamine et les Guerres Médiques, collection « les grandes batailles de l'Histoire », Socomer, 1990年 （法文）;
- P. Lévèque, L'aventure grecque, Armand Colin, 1964年 （法文）;
- Henri Pigaillem, Salamine et les Guerres Médiques, Economica, 2004年 （法文）;
- É. Will, Le Monde grec et l'Orient, tome I : le Ve siècle, collection « Peuples et Civilisations », P.U.F., 1980年 （法文）.